# Чемпионат мира по волейболу среди женских клубных команд 1992
2-й чемпионат мира по волейболу среди женских клубных команд прошёл с 17 по 22 ноября 1992 года в трёх городах Италии (Анконе, Фабриано (предварительный этап) и Йези (плей-офф))  с участием 8 команд. Чемпионский титул выиграла итальянская «Мессаджеро Теодора» (Равенна).  

## Команды-участницы
«Бруммель» (Анкона, Италия) — команда одного из городов-организаторов;
 «Месаджеро Теодора» (Равенна, Италия) — победитель Кубка европейских чемпионов 1992;
 «Колгейт» (Сан-Каэтану-ду-Сул, Бразилия) — победитель Кубка южноамериканских чемпионов 1992;
 «Крайслер Калифорнианс» (Сан-Диего, США) — победитель Кубка чемпионов   NORCECA 1992;
 «Хитачи Сава Ривейл» (Токио, Япония) — победитель Кубка азиатских чемпионов — Кубка мира 1992;
 «Поста» (Найроби, Кения) — победитель Кубка африканских чемпионов 1992;
 «Уралочка» (Екатеринбург, Россия) — по приглашению организаторов.
 «Минас» (Белу-Оризонти, Бразилия) — по приглашению организаторов.

## Система проведения чемпионата
8 команд-участниц на предварительном этапе были разбиты на две группы. 4 команды (по две лучшие из групп) вышли в плей-офф и по системе с выбыванием определили призёров чемпионата.

## Предварительный этап

### Группа A
Анкона
| М | Команда                 | 1   | 2   | 3   | 4   | И | В | П | С/П | О |
| - | ----------------------- | --- | --- | --- | --- | - | - | - | --- | - |
| 1 | «Уралочка»              |     | 3:0 | 3:1 | 3:0 | 3 | 3 | 0 | 9:1 | 6 |
| 2 | «Бруммель»              | 0:3 |     | 3:2 | 3:1 | 3 | 2 | 1 | 6:6 | 5 |
| 3 | «Колгейт»               | 1:3 | 2:3 |     | 3:0 | 3 | 1 | 2 | 6:6 | 4 |
| 4 | «Крайслер Калифорнианс» | 0:3 | 1:3 | 0:3 |     | 3 | 0 | 3 | 1:9 | 3 |

17 ноября
«Уралочка» — «Колгейт» 3:1 (13:15, 15:10, 15:9, 15:10).
«Бруммель» — «Крайслер Калифорнианс» 3:1 (13:15, 15:3, 16:14, 15:5).
18 ноября
«Уралочка» — «Крайслер Калифорнианс» 3:0 (15:4, 15:8, 15:7).
«Бруммель» — «Колгейт» 3:2 (5:15, 12:15, 15:13, 15:11, 15:13).
19 ноября
«Уралочка» — «Бруммель» 3:0 (15:8, 15:9, 15:6).
«Колгейт» — «Крайслер Калифорнианс» 3:0 (15:9, 15:13, 15:7).

### Группа В
Фабриано
| М | Команда              | 1   | 2   | 3   | 4   | И | В | П | С/П | О |
| - | -------------------- | --- | --- | --- | --- | - | - | - | --- | - |
| 1 | «Мессаджеро Теодора» |     | 3:2 | 3:0 | 3:0 | 3 | 3 | 0 | 9:2 | 6 |
| 2 | «Минас»              | 2:3 |     | 3:2 | 3:0 | 3 | 2 | 1 | 8:5 | 5 |
| 3 | «Хитачи Сава Ривейл» | 0:3 | 2:3 |     | 3:0 | 3 | 1 | 2 | 5:6 | 4 |
| 4 | «Поста»              | 0:3 | 0:3 | 0:3 |     | 3 | 0 | 3 | 0:9 | 3 |

17 ноября
«Мессаджеро Теодора» — «Поста» 3:0 (15:1, 15:8, 15:4).
«Минас» — «Хитачи Сава Ривейл» 3:2 (14:16, 15:8, 13:15, 15:10, 15:12).
18 ноября
«Хитачи Сава Ривейл» — «Поста» 3:0 (15:1, 15:8, 15:4).
«Мессаджеро Теодора» — «Минас» 3:2 (2:15, 15:11, 11:15, 15:8, 15:8).
19 ноября
«Мессаджеро Теодора» — «Хитачи Сава Ривейл» 3:0 (15:6, 15:6, 15:13).
«Минас» — «Поста» 3:0 (15:1, 15:1, 15:7).

## Плей-офф
Йези

### Полуфинал
21 ноября
 «Минас» —  «Уралочка»
3:1 (15:9, 12:15, 15:11, 15:13).
 «Мессаджеро Теодора» —  «Бруммель»  
3:0 (15:2, 15:10, 15:3).

### Матч за 3-е место
22 ноября
 «Уралочка» —  «Бруммель» 
3:2 (15:8, 14:16, 13:15, 15:9, 15:1).

### Финал
22 ноября
 «Мессаджеро Теодора» —  «Минас» 
3:0 (16:14, 15:13, 15:12).

## Итоги

### Положение команд
| «Мессаджеро Теодора» (Равенна)           |
| «Минас» (Белу-Оризонти)                  |
| «Уралочка» (Екатеринбург)                |
| 4. «Бруммель» (Анкона)                   |
| 5—6. «Колгейт» (Сан-Каэтану-ду-Сул)      |
| 5—6. «Хитачи Сава Ривейл» (Токио)        |
| 7—8. «Крайслер Калифорнианс» (Сан-Диего) |
| 7—8. «Поста» (Найроби)                   |